# Carl Friedrich von Biela
Carl Friedrich von Biela, auch Karl Friedrich von Bila, (* 1732 in Auleben; † 10. Juni 1803 in Prag) war kaiserlich-königlicher Generalfeldmarschallleutnant.

## Leben
Carl Friedrich von Biela entstammte dem Zweig Berga des uradeligen thüringischen Adelsgeschlechts von Biela. Er war der Sohn des schwarzburgischen Kammerdirektors Georg Heinrich von Biela (1693–1760), des 2. Sohnes des Heimart von Bila, Erbherrn auf Berga. Seine Mutter war Philippine Auguste von Mützschefahl (1698–1732). Er wurde im Jahr 1732, wahrscheinlich auf dem väterlichen Gut Auleben, auf dem auch sein Bruder Heimart Heinrich Christoph zur Welt kam, geboren und starb am 10. Juni 1803 in Prag.

## Militärische Laufbahn
Wie sein älterer Bruder Heimart Heinrich Christoph von Biela trat er in die Armee des Kaisers ein, was damals für junge protestantische Adlige die Ausnahme war. Während sein Bruder schon früh im Rang eines kaiserlichen Majors wieder aus dem Militärdienst ausschied und nach Thüringen zurückkehrte, um die väterlichen Güter Berga und Auleben zu übernehmen, blieb Carl Friedrich von Biela in kaiserlichen Diensten. Er kehrte auch nicht in seine Heimat Thüringen zurück, nachdem er nach dem Tod seines Bruders das Familienstammgut Berga geerbt hatte, sondern setzte seine militärische Karriere im Dienste des Hauses Österreich fort, bis er 1803 im Range eines Feldmarschalls verstarb. Im betreffenden Kirchenbuch von Prag ist sein Todeseintrag mit dem Titel Freiherr versehen, diesen Titel hat er jedoch offiziell nie verliehen bekommen.
Carl Friedrich von Biela war verheiratet und hatte zwei Söhne.